# Thaumatoscopus roxasi
Thaumatoscopus roxasi är en insektsart som beskrevs av Baltasar Merino 1936. Thaumatoscopus roxasi ingår i släktet Thaumatoscopus och familjen dvärgstritar. Inga underarter finns listade i Catalogue of Life.